# Центр плавучості

Центр ваги (SC), центр плавучості (SW) і метацентр(MC) тіла частково зануреного в рідину.

Центр плавучості (рос. центр плавучести; англ. center of buoyancy; нім. Schwimmzentrum n) — точка в розрізі судна, до якої прикладена виштовхувальна сила навколишньої води, яка спрямована вертикально вгору; вона збігається з геометричним центром підводної частини судна.
Тіло частково занурене у рідину має центр ваги (SC) і центр плавучості (SW) — див. рис. При зміні кута нахилу центр плавучості переміщається, і тіло може повернутися у вихідне положення (стабільний стан) або відхилятись повністю (нестійкий стан).
В теорії корабля центр плавучості носить назву «центр величини» або «центр водотоннажності».